# Taieria miranda
Taieria miranda är en spindelart som beskrevs av Forster 1979. Taieria miranda ingår i släktet Taieria och familjen plattbuksspindlar. Inga underarter finns listade i Catalogue of Life.